# تشارلز فينش (منتج أفلام بريطاني)
تشارلز فينش (بالإنجليزية: Charles  Finch)‏ هو منتج أفلام وشخصية أعمال وكاتب سيناريو ومخرج بريطاني، ولد في 15 أغسطس 1962.

## وصلات خارجية
- تشارلز فينش على موقع IMDb (الإنجليزية)
- تشارلز فينش على موقع قاعدة بيانات الفيلم (الإنجليزية)